# Max Cabanes
Pour les articles homonymes, voir Cabannes.
Max Cabanes, né le 22 septembre 1947 à Béziers, est un illustrateur et auteur de bande dessinée français, principalement connu pour sa série fantastique Dans les villages (publiée depuis 1977) et pour ses bandes dessinées racontant la vie de jeunes gens dans les années 1960-1970 (Colin Maillard, Les années pattes d'eph’, Bouquet de flirts). À l'aise avec toutes les techniques du dessin, apte à exceller dans un grand nombre de genre (fantastique, chronique de société, policier), ce « faiseur de monde extrêmement doué » a reçu en 1990 le Grand prix de la ville d'Angoulême, plus haute récompense pour un auteur de bande dessinée francophone.

## Biographie

Trompe-l’œil de Max Cabanes à Angoulême, «La fille des remparts».

Max Cabanes débute en bande dessinée au début des années 1970 dans Record (1972), Pilote (1972-1973), puis travaille comme illustrateur pour Paris Match et Lui (1974-1975) avant de créer Dans les villages, d'abord dans le fanzine Tousse Bourin (1976) puis dans Fluide glacial (1977) où il crée également diverses histoires courtes (1977-1979). Il développe dans Dans les villages un dessin inspiré de l'underground extrêmement vivant[réf. souhaitée].
Remarqué à la suite de cette série, il est recruté par (À suivre) dans le premier numéro en 1978. Il y livre Renart, sur des textes de Jean-Claude Forest (1978) puis Rencontres du troisième sale type (1979-1981) avant de revenir à Dans les villages pour Pilote (1982-1984) et Charlie Mensuel (1985), où son dessin atteint l'expressivité  et la vigueur de celui d'un Franquin[réf. souhaitée]. À partir de 1986, il se lance, à l'aquarelle et au fusain, dans l'évocation de la jeunesse des années 1960-1970 dans (A SUIVRE) (Colin Maillard, 1986-1997) ou directement en albums revenant à un réalisme plus classique (Les années pattes d'eph’ en 1992, Bouquets de Flirts en 1994).
Il crée ensuite avec le scénariste Claude Klotz Bellagamba, une série policière (1999-2002) puis avec Marie-Charlotte Delmas La Maison Whinchester en 2004, qui le voit revenir au fantastique. Il confirme cette réorientation en reprenant chez Dupuis Dans les Villages dont trois nouveaux albums paraissent de 2005 à 2008. En 2009, il adapte La princesse du sang, roman inachevé de Jean-Patrick Manchette, dont le scénario a été complété par le fils de l'écrivain, Doug Headline, d'après la trame rédigée par son père.

## Engagement politique
En 2012, il soutient le Front de gauche.

## Œuvres publiées

### Périodiques

#### Albums
- Dans les villages :

1. Dans les villages, AUDIE, 1977. Dans les éditions ultérieures, ce tome se nomme La jôle.
2. L'Anti-jôle, Dargaud, 1982
3. La Crognote rieuse, Dargaud, 1984
4. Le Rêveur de réalité, Dargaud, 1986
5. L'École de la cruauté, Dupuis, coll. « Expresso », 2005
6. Une Fuite, deux horizons, Dupuis, coll. « Expresso », 2006
7. La Déroute des synapses, Dupuis, coll. « Expresso », 2008

- Contes fripons, AUDIE, 1979[3]
- Rencontres du 3e sale type, Dargaud, coll. « Pilote », 1982
- Bains d'encre, Futuropolis, coll. « Hic et nunc », 1982
- Le Roman de Renart (dessin), avec Jean-Claude Forest (scénario), Futuropolis, coll. 30/40, 1985
- Colin Maillard, Casterman :

1. Colin Maillard, 1989
2. Maxou contre l’athlète, 1997

- Les années pattes d'eph’, Albin Michel, 1992[4]
- Bouquets de Flirts, Albin Michel, 1996
- Bellagamba (dessin), avec Claude Klotz (scénario), Casterman, coll. « Grand format » :

1. La Chasse aux ombres, 1999
2. Les Saisonniers, 2002

- La Maison Winchester, Glénat, coll. « La Loge noire », 2004
- La Princesse du sang, Dupuis, adapté du dernier roman de Jean-Patrick Manchette

1. Première partie, 2009
2. Seconde partie, 2011

- Fatale, avec Doug Headline (scénario), Dupuis coll. « Aire libre», adapté du roman de Jean-Patrick Manchette, 2014
- Nada, avec Doug Headline (scénario), Dupuis coll. « Aire libre », adapté du roman de Jean-Patrick Manchette, 2018
- Morgue pleine, avec Doug Headline (scénario), Dupuis coll. « Aire libre», adapté du roman de Jean-Patrick Manchette, 2021[5]

### Album pour enfants
- Mais enfin, pourquoi voit-on de si drôles de choses dans le ciel du royaume de Julelejuste Ier ?, Paris, Garnier Frères, 1976  (ISBN 2-7050-0060-7)

### Illustrations
- Jean Mamère, La Boucle magique, Dargaud, coll. « Hors-texte », 1989
- L’Homme qui fait le tour du monde écrit par Pierre Christin, avec Philippe Aymond (dessin), Dargaud, 1994
- « La Bonne vie », Les correspondances de Pierre Christin – t.5, Dargaud, 1999

Max Cabanes a illustré des romans pour la jeunesse, dont :
- Concertino, écrit par Jean-Henri Potier, L’école des loisirs, 1978
- La Chanson des sirènes, écrit par Michel Piquemal, Milan, 1998
- Petit lexique des sorcières, écrit par Marie-Charlotte Delmas, Syros jeunesse, coll. « Chauve-souris », 2000
- La course du guépard écrit par Jean-Charles Bernardini (éditions Mango Jeunesse, coll Le cercle magique, 2002)

## Récompenses
- 1989 : Grand Prix de la Ville de Lys-les-Lannoy pour l'ensemble de son œuvre[réf. souhaitée]
- 1990
  - Grand prix de la ville d'Angoulême, pour l'ensemble de son œuvre[6].
  - Prix des Libraires Spécialisées et Grand Prix de la Ville de Grenoble[7]
- 1991 : Prix des libraires de bande dessinée pour Colin Maillard
- 2007 : Grand Prix du festival Des Planches et des Vaches[réf. souhaitée]
- 2010 : Prix Mor Vran du Goéland Masqué[8] pour La princesse du sang, adapté du roman inachevé de Jean-Patrick Manchette.
- 2019 : Éléphant d'or du meilleur dessin au Festival international de la bande dessinée de Chambéry pour Nada[9].

### Documentation

#### Filmographie
- L'Harmonie du hasard, de Lucas Vernier, 2011, Prod. Ecla Aquitaine / Tourné Monté Films